# UBC Güssing Knights
| UBC magnofit Güssing Knights | UBC magnofit Güssing Knights                               |
| ---------------------------- | ---------------------------------------------------------- |
|                              |                                                            |
| Vereinsdaten                 |                                                            |
| Anschrift:                   | UBC magnofit Güssing Knights Schulstraße 21 A-7540 Güssing |
| Website:                     | www.guessing-knights.at(Web Archive)                       |
| Gründungsjahr:               | 1957                                                       |
| Obmann:                      | Reinhard Koch                                              |
| Spielstätte:                 | Aktiv Park Güssing                                         |
| Kapazität:                   | ~1500                                                      |
| Dressenfarben:               | Heimspiele: Weiß Auswärtsspiele: Schwarz                   |

Die UBC magnofit Güssing Knights waren ein Basketball-Verein aus Güssing im Burgenland. Die Knights wurden 2014 und 2015 österreichischer Meister sowie 2015 Pokalsieger. Im Frühjahr 2016 ging die Betreibergesellschaft „ökoStadt Güssing Sport GmbH“ Konkurs, der Mannschaft wurde die Bundesliga-Lizenz entzogen.

## Geschichte
Die Damenmannschaft wurde 1957 durch Paul Mayer gegründet, ein Jahr später erfolgte der Einstieg der Herrenmannschaft in die Meisterschaft. Nachdem 1995 der Aufstieg in die Bundesliga B erreicht wurde, zog sich der Verein im Jahr 2000 freiwillig aus der Bundesliga zurück. 2002 erfolgte abermals der Aufstieg in die Bundesliga B und 2006 schließlich in die Bundesliga A.
In der Saison 2013/14 gewann der Klub unter der Leitung des deutschen Trainers Matthias Zollner die Bundesliga und erreichte damit den größten Erfolg der Vereinsgeschichte.
In der darauf folgenden Saison 2014/15 sicherten sich die Knights ihren ersten Cup-Titel. Das Finale gewannen sie mit 90:61 gegen den WBC Raiffeisen Wels. Als bester Spieler (MVP) des Finalturniers wurde Thomas Klepeisz ausgezeichnet. Auch der Meistertitel konnte mit einem 3:1 in der Finalserie gegen BC Zepter Vienna verteidigt werden. Außerdem traten die Knights in der Saison 2014/15 auch erstmals in der EuroChallenge an, wo sie den Einzug in die Zwischenrunde erreichten.
Im April 2016, also während der Saison 2015/16, wurde den Knights die Bundesliga-Lizenz aus finanziellen Gründen entzogen, der Spielbetrieb musste eingestellt werden.

## Erfolge
- Österreichischer Meister (2): 2014, 2015
- Österreichischer Cup-Sieger (1): 2015  (3 Final-Four-Teilnahmen 2008, 2012, 2015)
- EuroChallenge: 2. Gruppenphase (Saison 2014/15)

## Bundesligamannschaft 2015/16
| Spieler | Spieler            | Spieler           | Spieler | Spieler | Spieler | Spieler              |
| Nr.     | Nat.               | Name              | Geburt  | Größe   | Info    | Letzter Verein       |
| ------- | ------------------ | ----------------- | ------- | ------- | ------- | -------------------- |
|         |                    | Guards (PG, SG)   |         |         |         |                      |
| 6       | Vereinigte Staaten | Davonte Lacy      | 1993    | 193 cm  |         | Washington St. U.    |
| 8       | Osterreich         | Moritz Lanegger   | 1990    | 190 cm  | A-Nat   | Dukes Klosterneuburg |
| 9       | Osterreich         | Manuel Jandrasits | 1987    | 185 cm  | (C)     | Nachwuchs            |
| 10      | Osterreich         | Thomas Klepeisz   | 1991    | 186 cm  | A-Nat   | Nachwuchs            |
| 19      | Osterreich         | Jakob Ernst       | 1998    | 189 cm  |         | Nachwuchs            |
|         |                    | Forwards (SF, PF) |         |         |         |                      |
| 4       | Vereinigte Staaten | Bradford Burgess  | 1990    | 198 cm  |         | Virginia C. U.       |
| 5       | Osterreich         | Sebastian Koch    | 1988    | 200 cm  | A-Nat   | Nachwuchs            |
| 7       | Osterreich         | Marko Soldo       | 1995    | 196 cm  |         | Traiskirchen Lions   |
| 11      | Vereinigte Staaten | Dane Watts        | 1986    | 203 cm  |         | Skyliners Frankfurt  |
| 17      | Osterreich         | Luka Gaspar       | 1996    | 198 cm  |         | Nachwuchs            |
|         |                    | Center (C)        |         |         |         |                      |
| 13      | Vereinigte Staaten | Jerrell Wright    | 1993    | 203 cm  |         | La Salle University  |
| 15      | Vereinigte Staaten | Cody Larson       | 1991    | 206 cm  |         | South Dakota St. U.  |

| Trainer     | Trainer          | Trainer    |
| Nat.        | Name             | Position   |
| ----------- | ---------------- | ---------- |
| Deutschland | Matthias Zollner | Head-Coach |
| Osterreich  | Daniel Müllner   | Ass.-Coach |

| Legende                 | Legende            |
| Abk.                    | Bedeutung          |
| ----------------------- | ------------------ |
| Kapitän der Mannschaft  | Mannschaftskapitän |
| Nr.                     | Trikotnummer       |
| Nat.                    | Nationalität       |
| A-Nat                   | Nationalspieler    |
| Stand: 25. Oktober 2015 |                    |

| Legende                 | Legende            |
| Abk.                    | Bedeutung          |
| ----------------------- | ------------------ |
| Kapitän der Mannschaft  | Mannschaftskapitän |
| Nr.                     | Trikotnummer       |
| Nat.                    | Nationalität       |
| A-Nat                   | Nationalspieler    |
| Stand: 25. Oktober 2015 |                    |

## Aufstellung 2015/16
| Pos. | Starter          | Bank              | Bank          |
| ---- | ---------------- | ----------------- | ------------- |
| C    | Jerrell Wright   | Cody Larson       |               |
| PF   | Dane Watts       | Luka Gaspar       |               |
| SF   | Bradford Burgess | Sebastian Koch    | Marko Soldo   |
| SG   | Thomas Klepeisz  | Davonte Lacy      | Bernhard Koch |
| PG   | Moritz Lanegger  | Manuel Jandrasits | Jakob Ernst   |

## Ehemalige Spieler

### Meistermannschaft 2013/14
- Philipp Horvath (AUT, PG, 175 cm)
- Thomas Knor (AUT, SG, 193 cm)
- Bernhard Koch (AUT, SG, 190 cm)
- Anthony Shavies (USA, G, 191 cm)
- Johannes Astl (AUT, F, 195 cm)
- Ricardo Andreotti (BRA, C, 203 cm)

### Meister- und Cup-Siegermannschaft 2014/15
- Christopher Dunn (USA, PG, 190 cm)
- Matthias Klepeisz (AUT, SG, 190 cm)
- Marcus Heard (USA, PF, 201 cm)
- Chavdar Kostov (BUL, SF, 195 cm)
- Aleksander Georgiev (BUL, PF, 203 cm)
- Travis Taylor (USA, C, 203 cm)
- David Hasenburger (AUT, C, 207 cm)